# روبرت لانجر
روبرت لانجر (بالإنجليزية: Robert S. Langer) هو عالم في مجال هندسة طبية حيوية ولد في 29 أغسطس 1948

 في ألباني، نيويورك، اشتهر بعمله في هندسة النسج حائز على قلادة العلوم الوطنية الأمريكية.

## وصلات خارجية
- الموقع الرسمي لجائزة قلادة العلوم الوطنية الأمريكية